# 朱利叶斯·波普尔
朱利叶斯·波普尔（Julius Popper，1857年12月15日—1893年6月5日）是一位羅馬尼亞裔阿根廷工程师、探索家、冒险家。波普尔生於布加勒斯特的一个犹太人家庭。波普尔曾在巴黎学习，获得了工程师资质。在欧洲工作了几年后，波普尔來到智利，从事关于电报基础设施的工作。由於受到火地岛淘金潮的吸引，他于1885年抵达阿根廷。1886年，他获得阿根廷政府许可，创办探索公司，在火地省的圣塞巴斯蒂安村附近寻找金矿。9月7日，他率领一支18人探险队（包括一名主工程师、一名矿物学家、一名记者、一名摄影师）在圣塞巴斯蒂安湾的海滩上发现了金粉。波普尔成功发掘出大量金矿，他的公司也在布宜诺斯艾利斯的证券交易所取得巨额收益。
在远征期间，波普尔和他的人员被80名使用弓箭的瑟尔科南人袭击。探险队使用溫徹斯特步槍还击，最终只有两名瑟尔科南人生还。战斗过后，波普尔让他的人摆出正在击退来犯瑟爾科南人的架势，他自己则跨在一具印第安人尸体上，与队员们合影，并要求保留照片供后续使用。因此波普尔被视为瑟尔科南人种族灭绝的主要实施者之一。
凭借自己的私人军队，波普尔控制着巴塔哥尼亚地区。他还发行了属于自己的钱币和邮票。1890年经济衰退发生时，阿根廷比索极大贬值，波普尔的金币便成为了货币。也就是在这段时间里，波普尔还为古巴的哈瓦那制定了规划方案。
波普尔在35岁时突然死在布宜诺斯艾利斯。 